# عيمه (الطفيلة)
عيمه منطقة سكنية تقع في لواء قصبة الطفيلة، محافظة الطفيلة في الأردن. تنتمي المنطقة لقضاء الطفيلة الذي يضم 26 منطقة. يقدر عدد سكانها بـ 2582 نسمة حسب إحصاء 2015.

## التاريخ

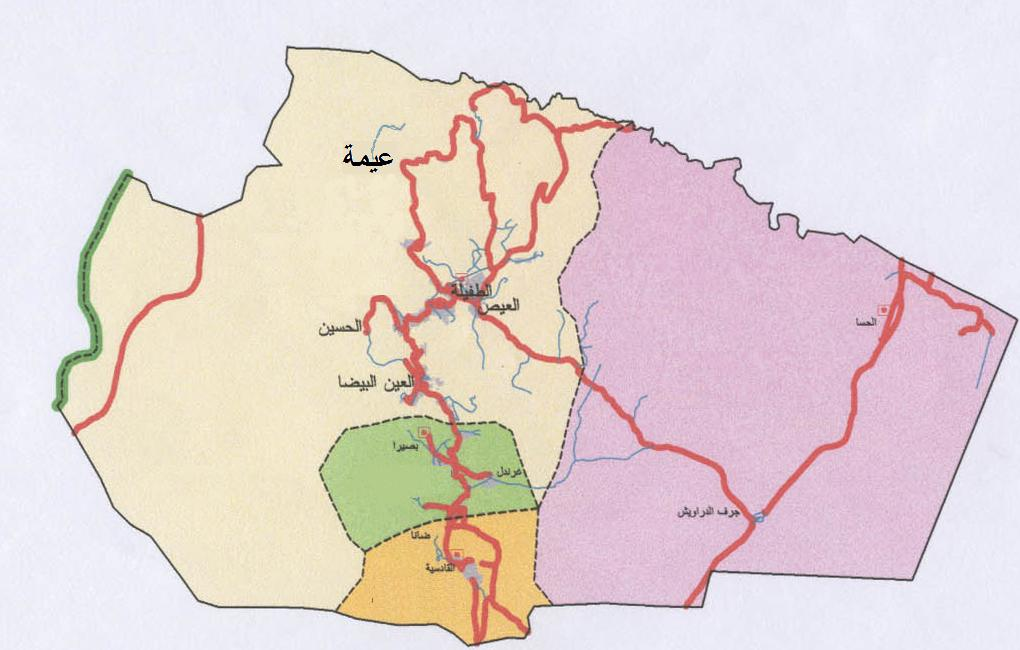
الطفيلة - عيمة

عيمة هي قرية أردنية تقع إلى الشمال الغربي من محافظة الطفيلة في الجنوب الأردني وتبعد حوالي 12 كيلو متر عن مركز المدينة، ومنذ التواجد البيزنطي والمملوكي في المنطقة في العصور القديمة والمتأخرة والتواجد العثماني في نهاية القرن السادس عشر شهدت «عيمة» توطينا وتغيرات سكانية وهجرات عكسية امتدت حتى بداية القرن التاسع عشر حيث استقر الشكل السكاني للعائلات والعشائر التي تقطنها، وتشير السجلات العثمانية أنه في العام 1596 كان يقطن في قرية عيمة خمسة وعشرون عائلة وكانت تدفع حوالي 25% من الضرائب على محاصيل القمح الشعير والكروم والأشجار المثمرة الأخرى لصالح الحكومة العثمانية هاجر معظم سكانها إلى عمان وسكنوا في حي سمي باسمهم حي الطفايلة الذي يعد أكبر احياء مدينة عمان وأكبر تجمع لأبناء محافظة واحدة في العاصمة عمان.
أطلق عليها المستشرقون وكتاب التاريخ أسماء مختلفة باللغة الإنجليزية منها: `Aymah / 'Aime / Al `Aymah / El `Ime / `Aima

## الموقع الجغرافي
تقع قرية عيمة على سطح يبلغ متوسط ارتفاعه (860م) وتتمتع بموقع دفاعي خاص، فمن الشرق والجنوب تحيط بها الجبال، وكذلك يشكل وادي عيمة حاجزاً دفاعياً من الشرق والشمال الشرقي، وكان بإمكان القرويين مراقبة المداخل المحتملة من الشمال والشمال الغربي بفضل موقعهم المرتفع نسبة للمنحدرات المتجهة إلى وادي عربة.
يتم تزويد القرية بالمياه بواسطة أحد الينابيع الواقعة أسفل وادي عيمة، وهو يصب في وادي (فيفا) والذي ينتهي في وادي عربة، وتبلغ مساحة المنطقة المزروعة (18000) دونم تتوزع بين زراعات بعلية وخضار مروية (15) دونم و(500) دونم أشجار مثمرة مروية من وزارة الزراعة، ومع ذلك تعاني القرية مؤخرا ومنذ سنوات قريبة من شح المياه وهي مشكلة تواجه الأردن والمنطقة عموما، كما أن عيمة تتميز بموقع سياحي -غير مستثمر بعد- إضافة إلى وقوعها في الطريق المؤدي إلى شلالات وينابيع المياه الطبيعية والمعدنية ذات الطبيعة العلاجية الواقعة في منطقة حمامات عفرا.

## السكان
يشكل حالياً تجمع السكان من القرية القديمة التي أصبح الجزء الأكبر منها مهجوراً، ويمكن تحويلها إلى موقع سياحي تراثي، كذلك يتشكل من الأحياء الجديدة التي شيدت اعتباراً من عام 1972. من المعروف أن كثير من سكانها قد هاجروا نحو المدينة منذ نهاية الستينات وتجمعوا في العاصمة عمّان في حي اشتهر باسمهم حي الطفايلة يعيش فيه حوالي من السكان الأصليين ما يقارب (50000) نسمة.

## حدود حي الطفايلة
وتبدأ حدود حي الطفايلة من جبل التاج إلى الجوفة والاشرافية وهو أكبر تجمع لأبناء محافظة واحدة في العاصمة عمان( وهم الثوابية قرية عيمة وقرية رحاب ) ، ويقع مقابل القصور الملكية، حيث اختار أبناء الحي هذا الموقع عند الهجرة لحبهم للملك والعائلة الهاشمية وكذلك لقربه من مصادر رزقهم في سوق السكر ومطحنة المحطة .
وقد ذكر بأنه من اخطر الأحياء الشعبية خطورة عند الأمن العام والحكومة وقد اتى ترتيبه بالمرتبة الأولى من اخطر (سبع مناطق) بالأردن.

## التعليم
شيدت أول مدرسة في عام 1947، وكانت نتيجة لسياسة تهدف إلى جعل التعليم العام إجباريا وفي متناول الجميع، بدلاً من الكتاب، بدأت أربعة صفوف باستقبال الطلبة الذكور في عام 1947 وبدأت الإناث بالالتحاق بالتعليم في عام 1959.
وحالياً يتوفر في عيمة مدرستان للذكور وأخرى للإناث حيث يتم التدريس فيها حتى مرحلة التوجيهي. كما تم افتتاح روضة في عام 1989 وتقع هذه المدارس الآن في الأحياء الجديدة من القرية.

## الزراعة
في بداية استقرار القبائل في مختلف القرى وإلى أن تم اعتماد سياسة واضحة وشديدة فيما يتعلق بملكية الأراضي واستغلالها كان السكان يفضلون حرفة الرعي ونلاحظ بعد ذلك توجه واضح نحو الزراعة، وحتى عام 1945 بقيت الزراعة بدائية وتقليدية وموجهه شبه كلياً نحو زراعة الحبوب، في عام 1946 كان 90% من السكان يعيشون من الزراعة وبشكل خاص على الزراعة البعلية والموسمية والتي تعتمد على الأمطار.
وكانت المناطق المروية تقع على ضفاف الوديان حيث كانت تجهز على شكل مساطب للحفاظ على التربة، وكانت تستخدم لصناعة البقول والأشجار وكان بالإمكان ري هذه المناطق الواقعة على ضفاف الوادي عن طريق استخراج المياه من البئر وتحويلها بالانحدار والميلان إلى قنوات اسمنتية تمر عبر المزروعات، وبشكل عام فمنطقة الطفيلة معروفة منذ عهد الرومان بزراعتها لأشجار الزيتون، وتتم زراعة أشجار الزيتون على السفوح الجبلية ويتم ريها بواسطة الآبار المحلية، ويستخدم الزيتون إما للاستهلاك المحلي أو لإنتاج الزيت.
أما الأشجار المثمرة المتواجدة في عيمة فهي التفاح والزعرور واللوز الخوخ المشمش والأجاص والسفرجل الكمثرى والتين الرمان الكرز والكروم (العنب).

## الرعي
كان الرعي هو التقليد السائد لدى السكان القرويين ذوي الأصل البدوي، وقد تضاءل حجم القطيع بشكل هائل عبر العقود المنصرمة، مع ذلك بعض السكان كانوا يملكون الأبقار والخيول في بداية القرن العشرين، إلا أنها -تقريباً- اختفت الآن، وقد اختفى كبار مربي الخراف الماعز، وبما أن الماعز له متطلبات فيما يتعلق بطعامه أقل من الخراف فإن الأسر الفقيرة تحتفظ ما أمكن بعدد من الرؤوس من أجل سد احتياجات العائلة من الحليب اللحوم.

## المشاركة في معاركالثورة العربية الكبرى
كتب بعض المؤرخين عن مشاركة أهالي قرية عيمة في الثورة العربية الكبرى مع ذكر تفاصيل عن معركة الطفيلة الأولى والثانية، مثل ما كتبه صبحي العمري ولورنس وآخرين : حين كان الشريف ناصر بن علي بن حسين ومن معه من رجاله العشائر قد أقاموا لهم معسكرا في وادي الفرس، وبعد أن استسلم القائد التركي للقوة العسكرية النظامية وكان عددهم 86 ضابطا وجنديا تركيا، وذلك في يوم 15 كانون الثاني 1918، وصل إلى الطفيلة الشريف مستور وفي اليوم التالي وصل الأمير زيد وجعفر العسكري ومعهما قوة نظامية صغيرة. وأقاموا معسكرهم في جنوب الطفيلة بجوار مزار جابر الأنصاري، فارسل الأمير زيد الرسل لتجميع العشائر والأهالي للتصدي للاتراك وتوزعت القطاعات على التلال المحيطة بالطفيلة. وتقرر ان يذهب قسم لمقابلة الاتراك والقسم الآخر يبقى للدفاع وعددهم (120) جندي مشاة ومدفع مصري ورشاشتان. اما القوة التي ستقابل الاتراك فلديهم مدفع تركي ورشاشتان وبغاله. وتحرك القطاع مع مدفعه إلى منطقة مسطحة نسبيا تسمى (النوخه) وكان هناك الأمير زيد وحمد بن جازي يرصدون تحركات الاتراك ودارت معركة اشترك بها الأهالي من قرية عيمة ضد الاتراك، وتشير المصادر أن أهالي عيمة وعشائرها قاموا بمهاجمة الأتراك وقاموا بالاستيلاء على البنادق والرشاشات التي كانت بحوزة 80 جنديا وقد تم أسرهم وعلى رأسهم القائد كنعان بك. وقد وصل المقاتلون ومعهم الأسرى من الاتراك ليلا إلى الطفيلة حيث كان الأمير زيد وجعفر العسكري وعبد الله الدليمي و راسم سردست وصبحي العمري في منزل ذياب العوران.